# Ye Ting

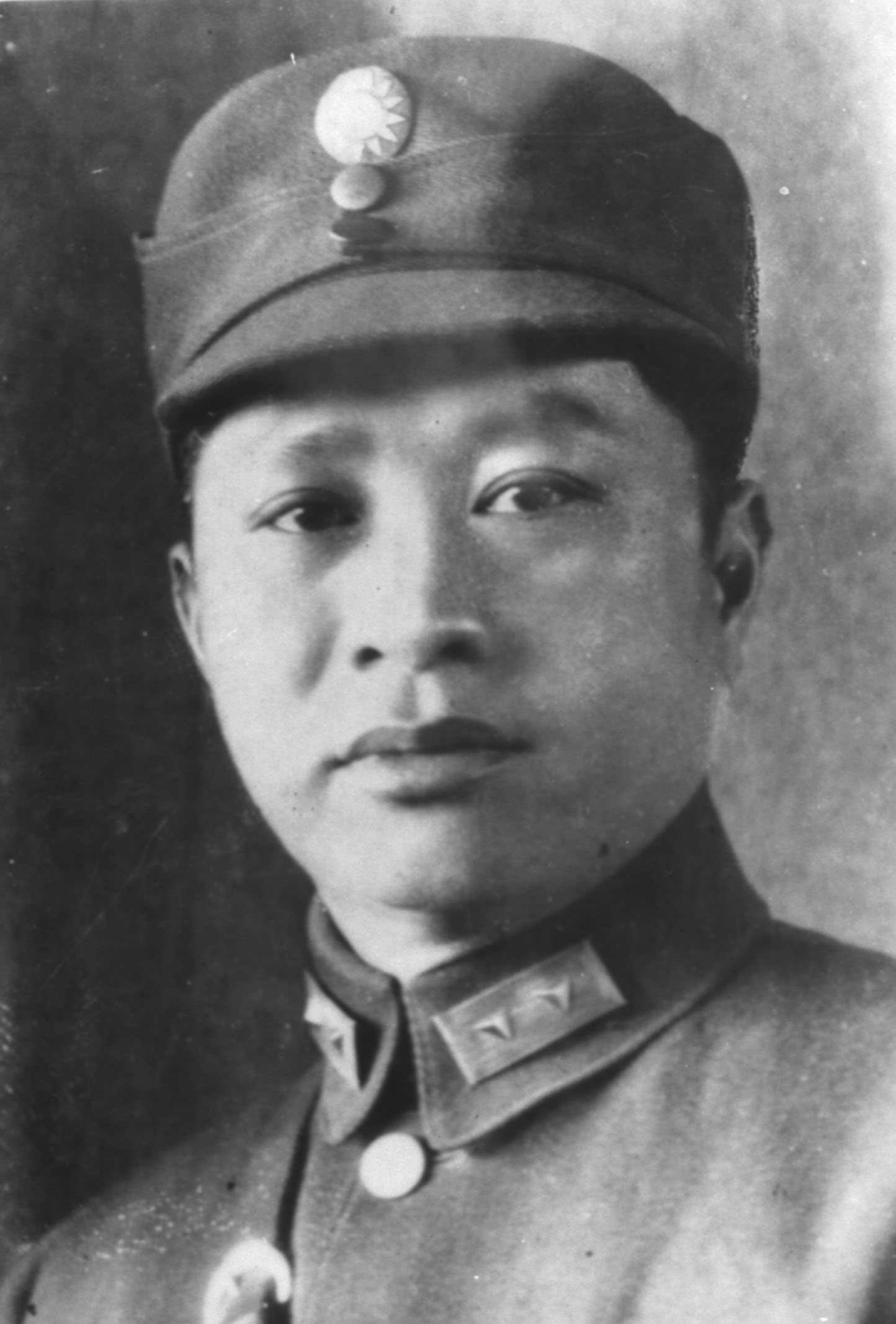
Ye Ting als Kommandeur der Neuen 4. Armee

Ye Ting (* 10. September 1896 in Huiyang, Guangdong; † 8. April 1946 in der Provinz Shanxi) war ein chinesischer Offizier, der zuerst bei der Kuomintang diente und nach seinem Überlaufen zur kommunistischen Bewegung im Chinesischen Bürgerkrieg zum General in der Chinesischen Roten Armee aufstieg.

## Leben
Ye Ting wurde als Sohn einer Bauernfamilie in Huiyang in der Provinz Guangdong geboren und trat im Alter von 16 Jahren in eine militärische Grundschule in Huangpu ein. Danach besuchte der die Militärakademie Baoding bis 1916, musste diese jedoch aufgrund finanzieller Probleme seiner Familie 1918 wieder verlassen. Anderen Autoren zufolge schloss er sie im Jahre 1919 ab. Er kehrte nach Guangdong zurück und schloss sich dort der Armee des Kriegsherren Chen Jiongming an und kämpfte in Fujian. Im Jahre 1920 wurde er Parteimitglied der Kuomintang. Im Jahre 1922 kam es zum Zerwürfnis zwischen Sun Yat-sen und Chen Jiongming, worauf Ye aus Chens Armee desertierte und sich den Truppen anschloss, die von Suns Kuomintang kontrolliert wurden. In der Schlacht von Huangpijing gelang es ihm, einen Gegner zu schlagen, dessen Truppen vier Mal so groß waren wie seine eigenen. Im Rahmen von Sun Yat-sens Plänen, die Whampoa-Militärakademie zu gründen, wurde Ye 1924 von der nationalchinesischen Armee in die Sowjetunion geschickt und absolvierte in Moskau eine Ausbildung an der Kommunistischen Universität der Werktätigen des Ostens. Dort lernte er Nie Rongzhen kennen und trat in Moskau der KPCh bei.
Kurz vor dem Beginn des Nordfeldzuges wurde Ye 1925 nach China zurückbeordert und übernahm in der Nationalrevolutionären Armee das Kommando über das sogenannte Unabhängige Regiment in der von Zhang Fakui befehligten 12. Division des 4. Armeekorps. In dieser Einheit konzentrierte er kommunistische Parteimitglieder und Sympathisanten. Er ging aus mehreren Gefechten siegreich hervor und galt schnell als guter Stratege, unter anderem war er an der Eroberung der Stadt Wuhan beteiligt; im Mai 1927 besiegten seine Truppen die Putschisten um Xia Douyin. Kurz nach der Einnahme Wuhans wurde Ye zum Kommandeur der 24. Division und zum Kommandeur der Garnison von Wuhan ernannt und im Sommer 1927 zog er mit seinen Truppen, die nunmehr als 2. Frontarmee bezeichnet wurden, nach Jiujiang. Nach den politischen Säuberungen innerhalb der Nationalrevolutionären Armee durch Chiang Kai-shek, denen zahlreiche Kommunisten zum Opfer fielen, spielte Ye in der Vorbereitung und Durchführung des Nanchang-Aufstandes eine wichtige Rolle. Der Aufstand, der von He Longs 20. Armee und Ye Tings 2. Frontarmee maßgeblich getragen wurde, gilt heute als Geburtsstunde der Volksbefreiungsarmee. Ye floh nach dem Scheitern des Aufstandes nach Guangdong, um in Peng Pais Hailufeng-Sowjet Zuflucht zu finden. Von dort zug er mit Zhou Enlai und Ye Jianying nach Hongkong weiter und übernahm im Dezember 1927 die Leitung der kommunistischen Truppen beim Guangzhou-Aufstand. Nachdem auch dieser Aufstand gescheitert war, wurde er von Li Lisan und Wang Ming für die Fehlschläge verantwortlich gemacht und Ye setzte sich in die Sowjetunion, später nach Europa, ab. Dort verlor er vorübergehend den Kontakt zur Kommunistischen Partei, so dass er auf Entwicklungen wie die Errichtung des Jiangxi-Sowjets oder den Langen Marsch keinen Einfluss hatte.
Anlässlich des Zweiten Japanisch-Chinesischen Kriegs kehrte Ye Ting 1937 nach China zurück und übernahm wieder militärische Führungspositionen bei den kommunistischen Streitkräften, welche nun zusammen mit der KMT gegen die Japaner kämpften. Er übernahm die Neue 4. Armee, welche aus kommunistischen Guerillas bestand, die zu Beginn des Langen Marsches in Ostchina zurückgelassen und von Xiang Ying geführt worden waren. Die Neue 4. Armee hatte zu Beginn eine Stärke von 12.000 Mann und wuchs bis 1938 auf 25.000 Mann an. Sie kämpften im Rahmen der Zweiten Einheitsfront  unter der Fahne der KMT-Streitkräfte. Die Armee, welche am unteren Jangtsekiang operierte, stellte ein Symbol für die Zusammenarbeit der vormaligen Bürgerkriegsparteien dar. Ye schlug sein Hauptquartier in Nanchang auf. Die von Ye kommandierten Einheiten führten einen erfolgreichen Guerillakrieg gegen die Japaner. Bis 1940 hatte sich die Zusammenarbeit in der Zweiten Einheitsfront stark verschlechtert. Gleichzeitig fürchtete die KMT-Führung, dass die Neue 4. Armee eine kommunistische Basisregion schaffen könnten. Sie forderten Ye deshalb dazu auf, sich vom südlichen Ufer des Jangtsekiang zurückzuziehen. Bis Ende 1940 war Ye dieser Aufforderung nachgekommen, nur sein Hauptquartier und dessen Bewachung befanden sich noch südlich des Flusses. Im Jahre 1941 griffen KMT-Truppen das Hauptquartier an, wobei Xiang Ying getötet und Ye Ting verhaftet wurden. Ye wurde in verschiedenen Gefängnissen Südchinas festgehalten und unmittelbar nach Ende des Krieges gegen Japan nach Chongqing verlegt. Im Rahmen der Verhandlungen zwischen Kommunistischer Partei und Kuomintang wurde Ye am 4. März freigelassen. Ye und seine Familie kamen nur wenige Tage später bei einem Flugzeugabsturz auf dem Weg von Chongqing nach Yan’an ums Leben.